# Indicatif régional 434

Carte de la Virginie avec les territoires de ses indicatifs régionaux. L'indicatif régional 434 se trouve au centre-sud de l'État.

L'indicatif régional 434 est l'un des indicatifs téléphoniques régionaux de l'État de  Virginie aux États-Unis. Cet indicatif dessert le centre-sud de l'État.
L'indicatif régional 434 fait partie du Plan de numérotation nord-américain.

## Principales villes desservies par l'indicatif
- Appomattox
- Altavista
- Amherst
- Blackstone
- Charlottesville
- Chase City
- Chatham
- Clarksville
- Crewe
- Concord
- Danville
- Earlysville
- Farmville
- Gretna
- Kenbridge
- Keysville
- Lunenburg
- Lynchburg
- Palmyra
- Scottsville
- Ruckersville
- Stanardsville
- South Boston
- South Hill
- Victoria

## Source
- (en) Cet article est partiellement ou en totalité issu de l’article de Wikipédia en anglais intitulé « Area code 434 » (voir la liste des auteurs).